# Kurenkahn

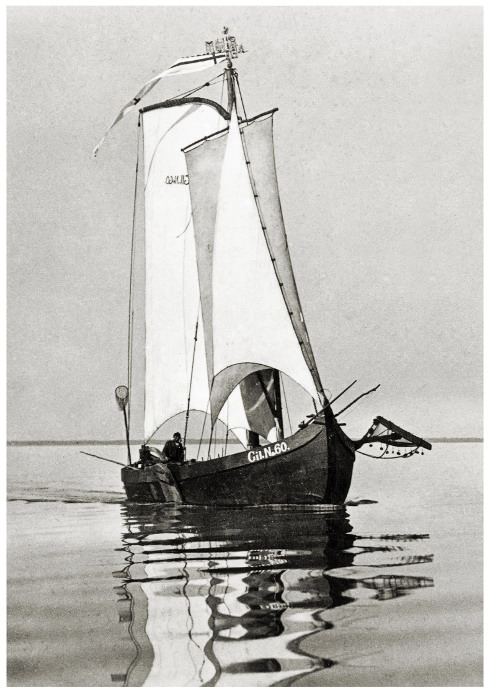
Historischer Kurenkahn auf dem Kurischen Haff
Bei dem hier dargestellten Kahn Gil.No.60 handelt es sich um einen Keitelkahn – u. a. daran zu erkennen, dass Fock und Brummer gemeinsam gesetzt sind. Dieser Kahn ist das reale Vorbild des Modells, an welchem weiter unten einige Details erläutert wurden.

Unter dem Begriff Kurenkahn (lit. Kurėnas) werden mehrere Bootstypen zusammengefasst, die bis Ende des Zweiten Weltkriegs vor allem auf dem namengebenden Kurischen Haff im ehemaligen Ostpreußen als Fischer- aber auch als Transportboote eingesetzt wurden (teilweise wird der Begriff auch auf entsprechende Bootstypen des Frischen Haffs übertragen). Dieser Sammelbegriff tritt vor allem in neuerer Zeit auf – in historischen Schriften oder vor Ort wurden sie einfach als Fischerkähne bezeichnet oder unter ihrem jeweiligen Namen (Kurren-, Keitel- und Braddenkahn) benannt.

## Begriff Kurenkahn
Der Name „Kurenkahn“ ist vor allem ein lokaler Bezug auf den Ort ihres Einsatzes und rührt vom Volksstamm der Neukuren her, die das spätere Nehrungskurisch sprachen, das dem Lettischen nahe steht, und die Fischerei der Region seit dem 16. Jahrhundert dominierten und die unter anderem auch Namensgeber für die Nehrung und das Haff waren. Der Name bedeutet nicht, dass dieser Bootstyp auf die Kuren zurückgehen würde.
Der Name scheint dabei eher eine Wortschöpfung zu sein, die in späterer Zeit und außerhalb dieses Gebietes zur Bezeichnung dieser Boote herausgebildet hat. Die Begriffe Kuren- und Kurrenkahn sind keinesfalls gleichbedeutend!

## Bauart
Der Kurenkahn ist ein ca. zwölf Meter langes Holzboot, typisch für seine Form sind der hochgezogene Bug und eine nach hinten abschwingende Seitenlinie. Eine Besonderheit ist aber der flache Bootsboden, der mit einem Tiefgang von ca. 40 cm zum einen das Befahren seichter Stellen im Haff, zum anderen aber auch das problemlose Anlegen am Ufer und ein teilweises An-Land-Ziehen ermöglichte (was mit einem Kielboot nicht möglich ist).
Da man aufgrund der Bauart somit nicht zwingend auf das Vorhandensein von Hafen- oder Kaianlagen angewiesen war, eignete sich der Bootstyp zudem auch gut zum Abtransport von Vieh, Holz, Heu und anderen Lasten von ufernah gelegenen Nutzflächen.
Die Kähne wurden grundsätzlich gesegelt. Der Fischfang mit Motorkraft war auf dem Kurischen Haff zur Schonung des Bestandes grundsätzlich verboten. Da der Fang mit Segelkähnen somit eine Notwendigkeit war, erklärt sich auch, warum bis zum Zweiten Weltkrieg dieser Bootstyp so verbreitet war (und auch kontinuierlich weiterentwickelt wurde).

### Schiffskörper

#### Kahnboden und Steven
Als erster Arbeitsschritt beim Kahnbau musste der Boden gelegt werden. Für den Boden wurden bevorzugt Kiefernholz-, teilweise auch Eichenholzbohlen verwendet. Diese wurden entweder noch grün verbaut bzw. zuvor ca. 14 Tage gewässert.
Der Boden wurde völlig platt gelegt und zusammengefügt und erst danach aufgebogen: Hierbei wurde vor allem der Bereich vor dem Großmast leicht angehoben, was die späteren Fahreigenschaften verbesserte.
Die Steven wurden aus entsprechend krumm gewachsenem Eichenholz angefertigt und auf dem Boden aufgestellt: Dazu wurden sie auf dem Boden an ihrer endgültigen Position montiert, mussten jedoch zunächst auch noch zusätzlich abgestützt werden.

#### Bord und Liesbord

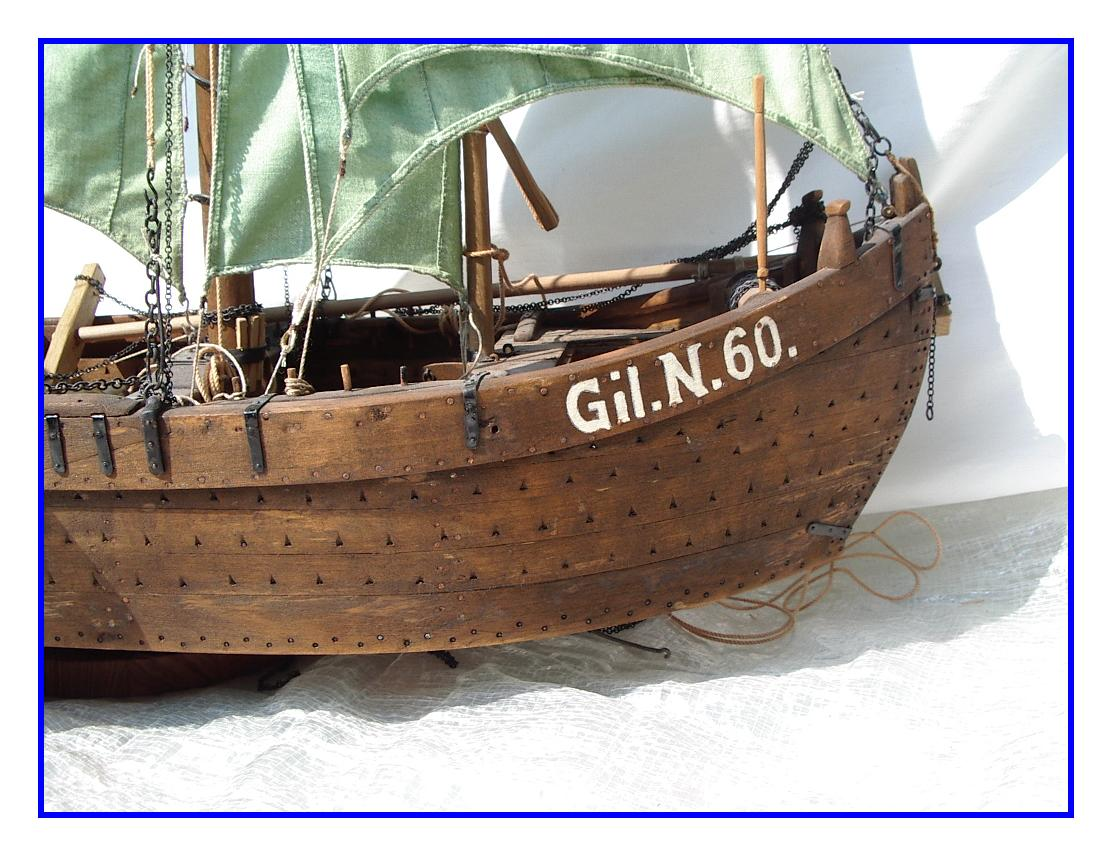
Bugansicht
Glattbordig aufeinandergesetzte Kränze. Liesbord (obere Planke) geklinkert.
(siehe auch untere Schnittzeichnung)

Anders als bei etlichen anderen hölzernen Bootstypen erfolgte keine Beplankung eines zuvor errichteten Spantenskeletts, sondern die einzelnen Planken oder Kränze wurden zu einer stabilen Außenhülle zusammengefügt.
Die untere Planke, die Kimmungsplanke, wurde um den zuvor errichteten Boden umgelegt, die weiteren Bordplanken jeweils so aufgesetzt, dass das Bord außen glatt war (Kraweelbauweise). Lediglich der obere Kranz, das Liesbord, wurde geklinkert gegen die obere Bordplanke gesetzt. Die Anzahl der Planken konnte unterschiedlich sein und hing vom Bootstyp bzw. der Bordhöhe, vor allem aber von der Breite der verwendeten Planken ab (wobei aus Sicht des Bootsbauers eine niedrige Anzahl bevorzugt wurde – schon allein wegen des geringeren Arbeitsaufwandes).
Die Kränze bestanden aus Eichenholz und wurden aus jeweils zwei Planken (vorne/hinten) zusammengesetzt. Um mit möglichst wenig Verschnitt auszukommen, war es zudem günstig, wenn die Stämme eher konisch und im Stammfuß leicht krumm waren – die Bretter somit der für das Boot benötigten Form schon nahe kamen. Für ein nahtloses Aufeinanderpassen mussten sie sehr exakt vorgearbeitet werden. Um die nötige Wölbung zu erreichen, wurden sie über einem Feuer gebogen.
Nachdem die „Schale“ des Kahns fertiggestellt war, wurde der Boden gemollt: hierbei wurde er der Länge nach in der Mitte leicht angehoben. Der genaue Grund dafür lässt sich nicht mehr sicher feststellen – am wahrscheinlichsten ist, dass übergenommenes Wasser so besser zu den Seiten hin ablaufen konnte.

#### Kahnknie und Mastbank

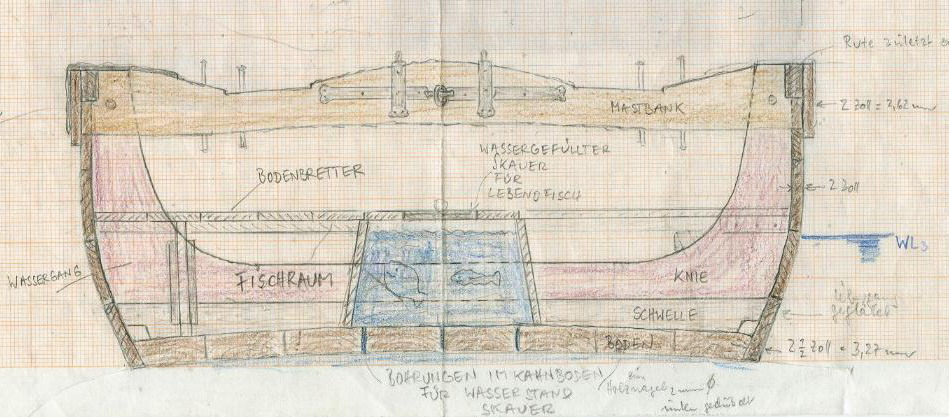
Mastbank und Mastbankknie
Schnittzeichnung, Ansicht von hinten. Darstellung mit wassergefülltem Skauer. Zu erkennen sind der gemollte Boden und die Spüllöcher.

Zur Queraussteifung wurden nachträglich vier Spanten eingebaut, die hier aber grundsätzlich Knie hießen. Sie bestanden aus naturgewachsenem Eichenknieholz. Das Mastbankknie diente zudem als Auflage für den Mast.
Die Knie wurden teilweise auch als Anlegepunkte für den Innenausbau herangezogen. Da sie später aber weitgehend unter den Fußbodenbrettern verschwanden, erfolgte nicht eigentlich eine Aufteilung des Kahninnenraums; lediglich die Lagerräume unter diesen Brettern wurden durch sie in verschiedene Bereiche unterteilt.
Die einzige in den Innenraum hineinreichende Queraussteifung war die Mastbank, die als eine Art Balken von Bordrand zu Bordrand verlief. Sie diente als oberes Lager für den Großmast.

### Innenausbau
Der Innenausbau der Kähne war einfach und funktional gehalten. Es gab keine Aufbauten; seitlich betrachtet schloss der Kahn mit dem sowieso eher niedrigen Dollbord ab. Die eingebauten Räume waren nicht wasserdicht, sondern extra mit Spüllöchern versehen, um evtl. eingedrungenes Wasser wieder frei abfließen zu lassen.

#### Kajüten
Alle drei Kahntypen waren mit je zwei einfachen Kajüten ausgestattet. Diese waren bauartbedingt eher flach. Die Abschlusswände wurden Verschläge genannt und waren mit Türen versehen; Fenster o. Ä. gab es nicht. Die größere Kajüte befand sich vorn und wurde als Wohnraum genutzt; dort waren stets zwei einfache Schlafgelegenheiten vorhanden und seit ca. 1910 wurde zunehmend eine kleine Kochgelegenheit dort eingebaut.
Der bis dahin übliche Feuerherd, eine Sandkiste vor dem hinteren Verschlag, wurde jedoch beibehalten und bei gutem Wetter weiterhin benutzt.

#### Fußbretter und Fischraum

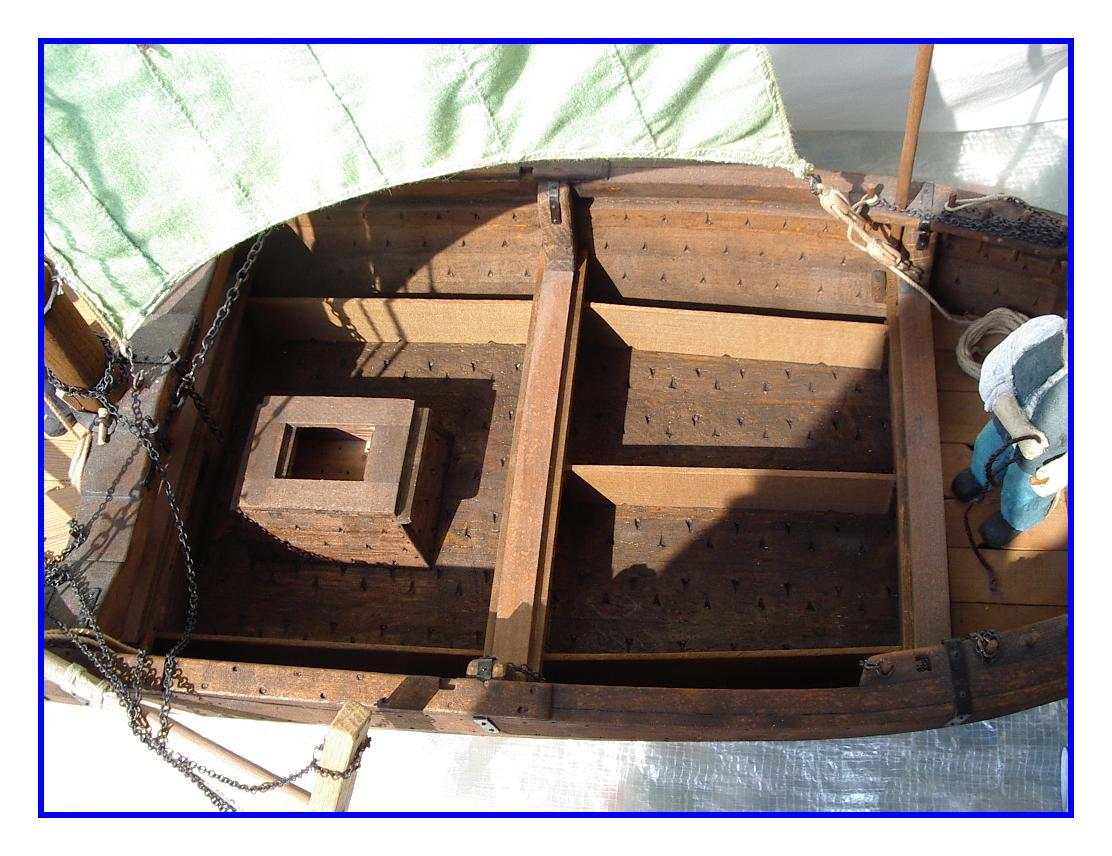
Fischraum und Vorraum mit Skauer.
Bodenbretter heraus genommen.

Der Raum zwischen den Verschlägen war mit herausnehmbaren Brettern belegt. Hier lag der Boden höher als in den Kajüten. Im vorderen Bereich befanden sich darunter der Vor- und Fischraum, in den der Fang einsortiert wurde. Um vor allem beim Hantieren mit den Netzen einen genügend tiefen und sicheren Stand zu haben, war der Boden vor der hinteren Kajüte jedoch niedriger; je nach Typ stieg er zum Fischraum hin entweder schräg an (Kurrenkahn) oder lag fast waagerecht, hatte dann aber zu diesem hin eine Stufe (Keitelkahn).

#### Skauer
Da wertvolle Speisefische als Lebendfang höhere Marktpreise erzielen konnten, hatten einige Kähne hinter dem Großmast einen bis zum Oberboden reichenden Fischkasten eingebaut, der durch Löcher im Kahnboden mit dem Außenwasser in Verbindung stand, den Skauer. Die Meinungen zum Nutzen dieser Einrichtung waren – auch je nach Fanggebiet und Fangmethode – geteilt und erst nach 1931 setzte sich dieser, aufgrund einer veränderten Vermarktungssituation, zunehmend durch. Gefühlsmäßig wurden die Segeleigenschaften durch den Skauer etwas verschlechtert; in jedem Fall wurde der Tiefgang durch den Verdrängungsverlust leicht erhöht.

### Steuer

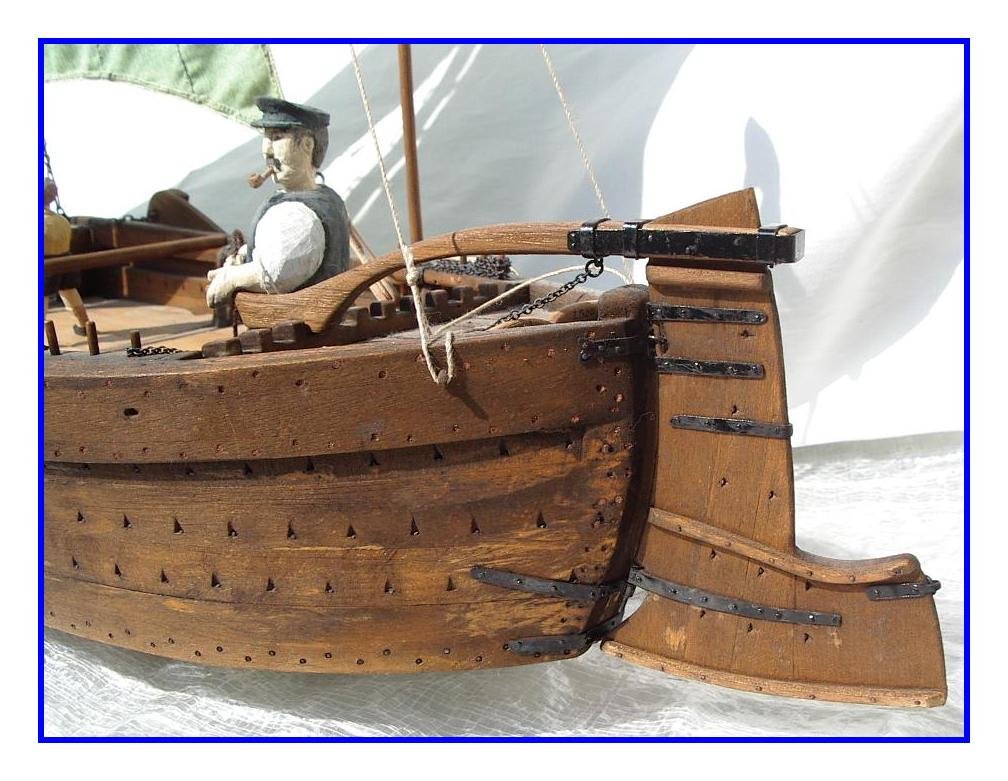
Steuer eines Kurenkahns.
Helmhold in Kerbe festgelegt. Da der Helmhold nur lose auf den Steuerschaft aufgesteckt wurde, war er oft mit einer Kette gegen Verlust gesichert.

Das Steuer (auch Ruder) war abnehmbar. Dies hatte vor allem zwei Gründe: Zum einen musste es beim Anlanden abgenommen werden können, um Beschädigungen zu vermeiden. Zum anderen wurde das Steuer beim Fischen teilweise ausgehängt – vor allem dann, wenn in den sehr flachen Gewässern des Nordhaffs gefischt wurde, teilweise auch aus Prinzip bzw. Gewohnheit (da man dabei vornehmlich vor dem Wind fuhr, war es auch nicht erforderlich).
Die Form des Steuers war charakteristisch: An den Schaft schloss sich unten der Steuer-Schwanz (auch Zogel oder Zagel) an, der selbst bei beladenem Kahn etwas über die Wasserlinie hinausreichte. Die Vorderkante des Schaftes folgte der Form des Achterstevens und wurde unten mit einem Dorn in eine entsprechende Öse eingehängt. Oben wurde das Steuer nur von einer Steuerkette gehalten (da aufgrund der gekrümmten Form kein weiterer Zapfen mit gemeinsamer Drehachse hätte eingebaut werden können).
Der Helmhold (Pinne) hatte eine typische Form. Er war lose über dem Steuerkopf gesteckt und gebogen. Die Form hing damit zusammen, dass er in der Kerbe – einer regelmäßig eingekerbten Leiste am Achterdeck – festgelegt werden konnte. Diese Kerbe war für die Kähne des Haffs typisch und unverzichtbar, um einerseits bei längerer Fahrt die Hände frei zu haben, andererseits, um bei großen notwendigen Steuerkräften den Helmhold unter Körpereinsatz von einer Kerbe zur nächsten legen zu können.

### Seitenschwert
Aufgrund des fehlenden Kiels mussten die Kähne mit einem Seitenschwert ausgestattet werden, welches jeweils auf der Leeseite hinabgelassen wird, um die Abdrift durch Seitenwind zu vermindern. Eher ungewöhnlich ist, dass allgemein lediglich ein Schwert vorhanden war, welches auf die jeweils notwendige Seite überbracht wurde. (Lediglich zum Heutransport genutzte Kähne wurden mit zwei Schwertern ausgestattet, da durch die Ladung das Überbringen mitunter unmöglich war.) Da das Schwert aus diesem Grund ja abnehmbar war, konnte es beim Anlegen an Ufern als Landgang benutzt werden.

## Kahn-Typen

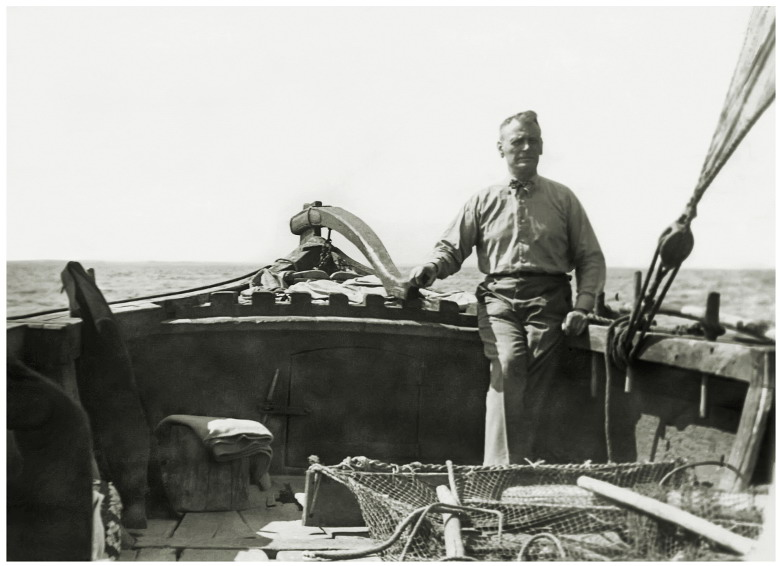
Sommergast am Steuer eines Keitelkahns
Sehr gut sind hier noch einmal die Kerbe sowie die charakteristische Form des Helmholds zu erkennen.

Die unterschiedliche Bezeichnung der Kähne weist auf die jeweilige Fangart hin, denn je nach Netztyp wurden auch diverse bauliche Optimierungen vorgenommen. Allerdings waren diese nicht gravierend, so dass sich durchaus die Fangart je nach Bootstyp z. B. mit der Jahreszeit ändern konnte. Grob betrachtet kann man die Typen verschiedenen Größenklassen zuordnen, wobei aber eine generelle Einordnung nach diesem Merkmal nicht möglich ist, da alle Typen in ihrer Entwicklungsgeschichte größer wurden.
Gängiges Maß für die Angabe der Kahngröße war die Bodenlänge. Dies war auch das Maß, welche vor dem Bau festgelegt wurde (und auch das einzige, das vor dem Bau exakt festgelegt werden konnte). Die Länge über alles ist je nach Bauform (vor allem nach Form der Steven) etwas größer.

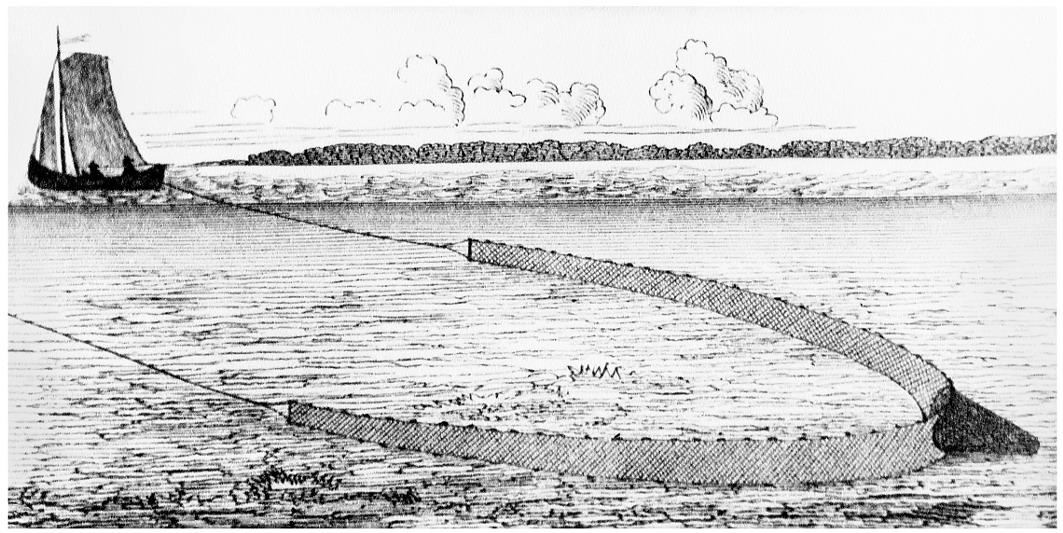
Braddengarn im Einsatz
Das Bradden- wie auch das Kurrennetz wurde grundsätzlich von zwei Kähnen gemeinsam gezogen.

Bradden- und Kurrennetzfischerei wurden grundsätzlich von zwei Booten gemeinsam betrieben, die Keitelfischerei von einem Einzelboot ausgeführt.
- Braddenkähne gelten als kleinster Bootstyp.

ca. 30–32 Fuß / knapp 10 m
Das Braddennetz war ein einwandiges Zugnetz mit Sack und zwei bis 180 m langen Flügeln. Mit ihm wurde vor allem bei auflandigem Wind gefischt, um es im Flachwasser einholen zu können, damit die Fische nicht seitlich ausweichen konnten, sondern sich im Sack sammelten.
- Kurrenkähne – mittelgroßer Typ.

ca. 33 Fuß / 10,5 m
Das Kurrennetz hingegen war ein dreiwandiges Gaddernetz mit einer Länge von 240 bis 300 m. Es wurde grundsätzlich von zwei Booten ausgebracht, die voneinander abgewandt vor dem Wind treibend das Netz zwischen sich aufspannten – dabei gab es praktisch ein linkes und ein rechtes Schiff, was beim Bau ebenfalls beachtet wurde. (Dieser Typ war als einziger wirklich für die Fischerei mit „allen großen Gezeugen“ geeignet.)
- Keitelkähne – größter, relativ breiter Bootstyp.

ab ca. 35 Fuß / 11 m
Diese fischten mit dem Keitel, einem trichterförmigen Schleppnetz. Da der Keitel von einem Boot allein gezogen wurde, waren größere, mit stärkerer Segelkraft ausgestattete Boote erforderlich. Beim Fischen trieb der Kahn dabei quer vor dem Wind. (Aufgrund der Breite waren sie ungeeignet für die über das Achterschiff zu bedienenden anderen Netzarten.)
Obwohl der Keitel ein seit Langem benutzter Netztyp war, hat sich der Typ Keitelkahn im Gegensatz zu den beiden anderen Kahntypen erst relativ spät herausgebildet. Erst als man in der Mitte des 19. Jahrhunderts zu immer größeren Gezeugen überging, für welche dann wiederum auch immer stärkere und damit größere Kähne notwendig wurden, bildete sich dieser Typ allmählich heraus. Dabei nahm die Größe im Laufe der Zeit stetig zu, bis in den 1930er Jahren mit 38 bis 39 Fuß (12 m) ein Wert erreicht war, der nach Ansicht der Fischer das Maximum dessen darstellte, was, auch aufgrund der zunehmenden Breite, noch von zwei Mann bedient werden konnte.

### Kurenkähne und Tourismus
Heute gibt es auf dem Kurischen Haff im litauischen Teil einige wenige Kurenkähne als Ausflugsboote für Touristen – diese entsprechen vor allem im Bootsinnern nicht genau den historischen Vorbildern.
Die Fischerkähne wurden jedoch von je her auch als Transportboote, auch im Sinne von Reisen oder Besorgungsfahrten, eingesetzt. So wurde mit ihnen durchaus auch zum Markt oder zur Kirche gefahren und sogar Ausflugsfahrten unternommen.
Mit Aufkommen des Tourismus, vor allem auf der Kurischen Nehrung, wurden die eigentlichen Fischerkähne dann auch für touristische Zwecke eingesetzt. Dies nicht als (reine) Ausflugsboote, sondern auch, um im Sinne einer dann zunehmend nur noch gelegentlichen Nutzung, den Feriengästen dann fangfrischen, selbstgefangenen Fisch anbieten zu können. Im nebenstehenden Bild ist zu sehen, dass Feriengäste dabei auch mit auf die Fangfahrt genommen wurden und nicht (zumindest nicht nur) reine Ausflugsfahrten angeboten worden.

## Takelung

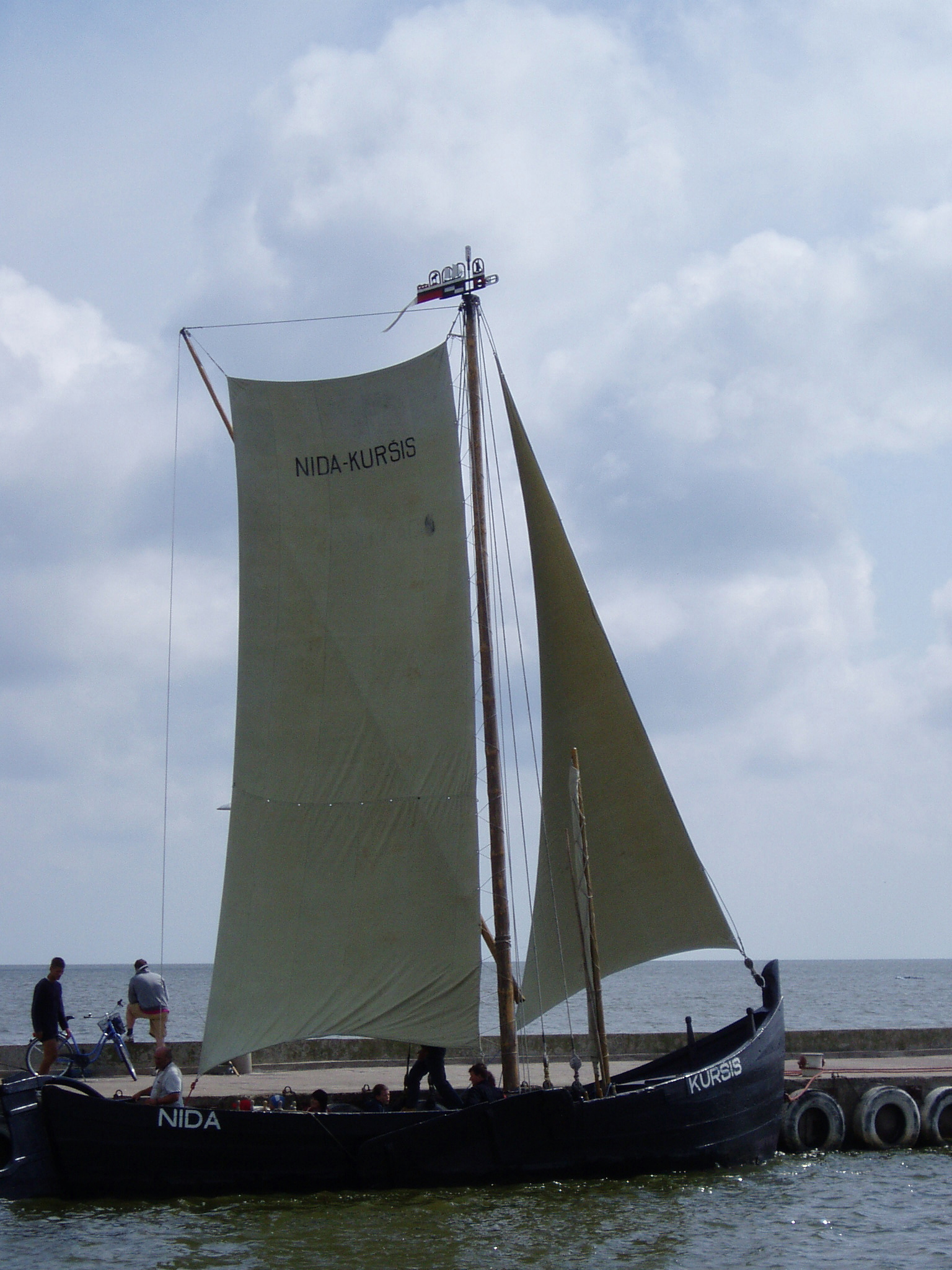
Kurenkahn mit Sprietbesegelung.

Vom Bootsbauer wurden die Kähne zwar mit den nötigen Masten ausgestattet, die eigentliche Takelung wurde aber grundsätzlich vom Fischer selbst vorgenommen. Diese fiel je nach Region recht unterschiedlich aus. Die ältere Art der Besegelung war das Sprietsegel. Diese wurde nach und nach von der Gaffeltakelung verdrängt, konnte sich aber, vor allem im nördlichen Teil des Haffs, bis zum Schluss halten.
Die Herstellung der Segel wurde im Allgemeinen von der Familie des Fischers vorgenommen. Zur Neufertigung eines Segels wurde auf ein Exemplar zurückgegriffen, das sich in Größe und Schnitt bewährt hatte. Alle Segel wurden aus einfachen, geraden Segelstoffbahnen zusammengenäht, waren also nicht speziell bauchig zugeschnitten. Als Segeltuch wurde Leinwand ab ca. 1900 langsam von der qualitativ besser geeigneten Baumwolle verdrängt. Segeltuch aus Leinwand war minderwertig, schmaler (650–670 mm) als Baumwollbahnen (720 mm), und das Tuch musste beim Segeln mit einem Gießer nass gemacht werden – allerdings war es auch preiswerter, so dass es sich aus Kostengründen teilweise bis in die 1930er Jahre halten konnte. Baumwollsegel wurden anfangs rot geloht. Später ging man davon ab und konservierte die Segel mit einer mit Kalkfarbe und Öl versetzten Kupfervitriollösung, was einen hellgrünen Farbton ergab.
Die Haltbarkeit der Segel betrug zwei bis drei Jahre, wobei sich diese Angabe auf die Verwendung bei starkem Wind bezieht. Ältere Segel konnten beispielsweise im Sommer (bei wenig Wind) auch länger weiterbenutzt werden.
Sehr oft sind auf Bildern zum Trocknen am Mast aufgezogene Netze zu sehen (die evtl. mit Segeln verwechselt werden könnten). Dies hatte neben rein praktischen Erwägungen auch einen weiteren Grund: Es war bei Fahrzeugen, die nicht fischten, behördlich vorgeschrieben, um dies anzuzeigen.

### Großsegel
Der Großmast maß im Durchschnitt ca. 2½ bis 3 Fuß (also einen knappen Meter) weniger als die Kahnlänge. Er stand etwa auf ca. ⅓ der Länge des Bodens.
Sowohl Gaffel- als auch Sprietsegel wurden ohne Großbaum verwendet, wobei das Sprietsegel natürlicherweise keinen hat. Beim Gaffelsegel kann man hingegen von einer einfacheren Ausführung sprechen. Die Gaffel war nicht gerade, sondern hatte eine spezielle Krümmung (erst ansteigend, dann gerade auslaufend) – entsprechend gewachsene Stämme waren entsprechend begehrt.
Die Großsegel hatten teilweise Reffeinrichtungen – von diesen wurde aber selten Gebrauch gemacht. Zum einen lagen die großen Kähne hinsichtlich der Segelfläche relativ stabil und sicher im Wasser, zum anderen konnte bei Windstärken, die ein Reffen erforderlich gemacht hätten, ohnehin nicht mehr gefischt werden.

### Kleinsegel
Charakteristisch für diese Kähne ist der Kleinmast, der sich an einer eher ungewöhnlichen Stelle befindet, nämlich relativ nah vor dem Großmast (etwa auf halber Länge zwischen Großmast und Bodenvorderkante) – zudem recht klein ist und daher ein eher kleines Segel trägt. Diese Anordnung scheint umso verwunderlicher, als er damit auch der Fock im Weg steht, womit für diese dann einen eher schmaler Schnitt notwendig wurde.
Das Kleinsegel dürfte vor allem ein flexibles Segel zum Manövrieren dargestellt haben, als dass es maßgeblich zur Vergrößerung der Segelfläche beigetragen hat. So wurde es etwa back gehalten, wenn der Kahn beim Keitelfischen zu träge war, um bei einem Luvwechsel flott durch den Wind zu kommen.
Es ist ebenfalls möglich, bei einem Zweimaster durch Dichtholen und Fieren der jeweiligen Segel die Lage des gemeinsamen Segeldruckpunkts hinsichtlich des Lateraldruckpunkts zu verschieben und somit in gewisser Weise auch zu steuern, zumindest aber Luv- und Leegierigkeit zu beeinflussen. Dies scheint hier aber weniger wahrscheinlich, da zum einen das Steuer in der Kerbe festgesetzt werden konnte und es somit nicht vorrangig auf möglichst geringe Steuerkräfte ankam. Zum anderen dürften die Trimmmöglichkeiten sowieso eher eingeschränkt gewesen sein und in diesem Sinn nicht im Vordergrund gestanden haben. Außerdem diente es dazu, beim Fischen eine Balance der Segelkräfte herstellen zu können; um etwa „das Quertreiben des Kahns mit ausgeworfenem Keitelnetz zu stabilisieren und die Achse des Schleppnetzes im rechten Winkel zur Bordwand zu halten“.
Das Kleinsegel (auch Vor- oder Vordersegel) war auch bei gaffelgetakelten Booten grundsätzlich ein Sprietsegel.

### Fock
Aufgrund des Kleinmastes musste dieses Segel so geschnitten werden, dass der Kleinmast bei Segelmanövern – also dann, wenn die Segel von einer Seite auf die andere genommen werden mussten – der Fock nicht im Weg stand. Aus diesem Grund war die Fock, eher schmal geschnitten – in früherer Zeit (vor 1900) teilweise sogar am Unterliek entsprechend ausgeschnitten.

### Bromm und Hitzer

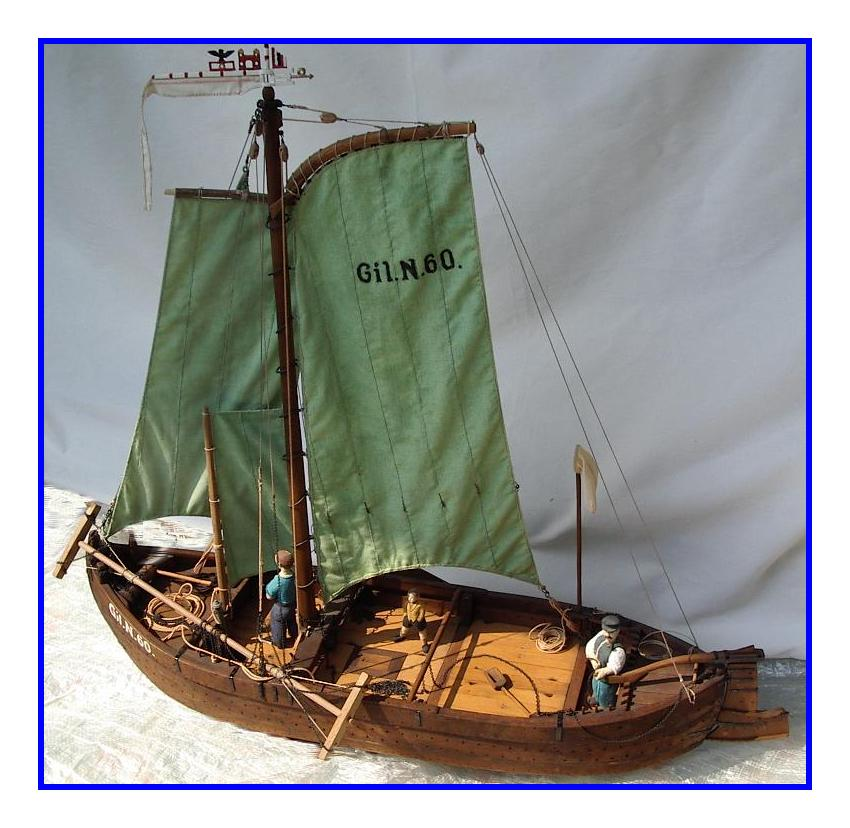
Gaffelgetakelter Keitelkahn
Als vorderstes Segel ist hier ein Brommer mit relativ langer Spiere gesetzt.

Sonderformen der Segel sind Bromm und Hitzer. Diese sind von der Bauart her kleine Rah- oder Luggersegel und können aufgrund der speziellen Takelung wohl hauptsächlich beim quer-vor-dem-Wind-Treiben und damit vor allem bei der Keitelfischerei wirkungsvoll zum Einsatz gekommen sein, gerade hier war aufgrund der immer größer werdenden Boote und Netze auch zusätzliche Antriebskraft gefragt.
Das Brommsegel (auch Brummer oder Brummsegel) ist letztlich eine spezielle, durch eine Spiere bzw. Rah in der Segelfläche vergrößerte Fock und wird statt dieser am Großmast gesetzt. Er wurde um 1890/95 eingeführt und seine anfänglich kurze Spiere im Laufe der Zeit vergrößert (und sein Aussehen somit charakteristischer). Der Brummer wurde nicht nur beim Quertreiben, sondern auch als große Fock beim Segeln benutzt und teilweise sogar mit der Fock gemeinsam gesetzt (s. a. Bild Artikelanfang).
Der Hitzer (auch Viehfock, Hund oder Flecksegel) gleicht vom Schnitt dem Brummer. Er wurde jedoch am Ende der Gaffel (der Gaffelnock) gesetzt. Bei sprietgetakelten Kähnen scheint der Hitzer kaum aufgetreten zu sein.

## Kurenwimpel

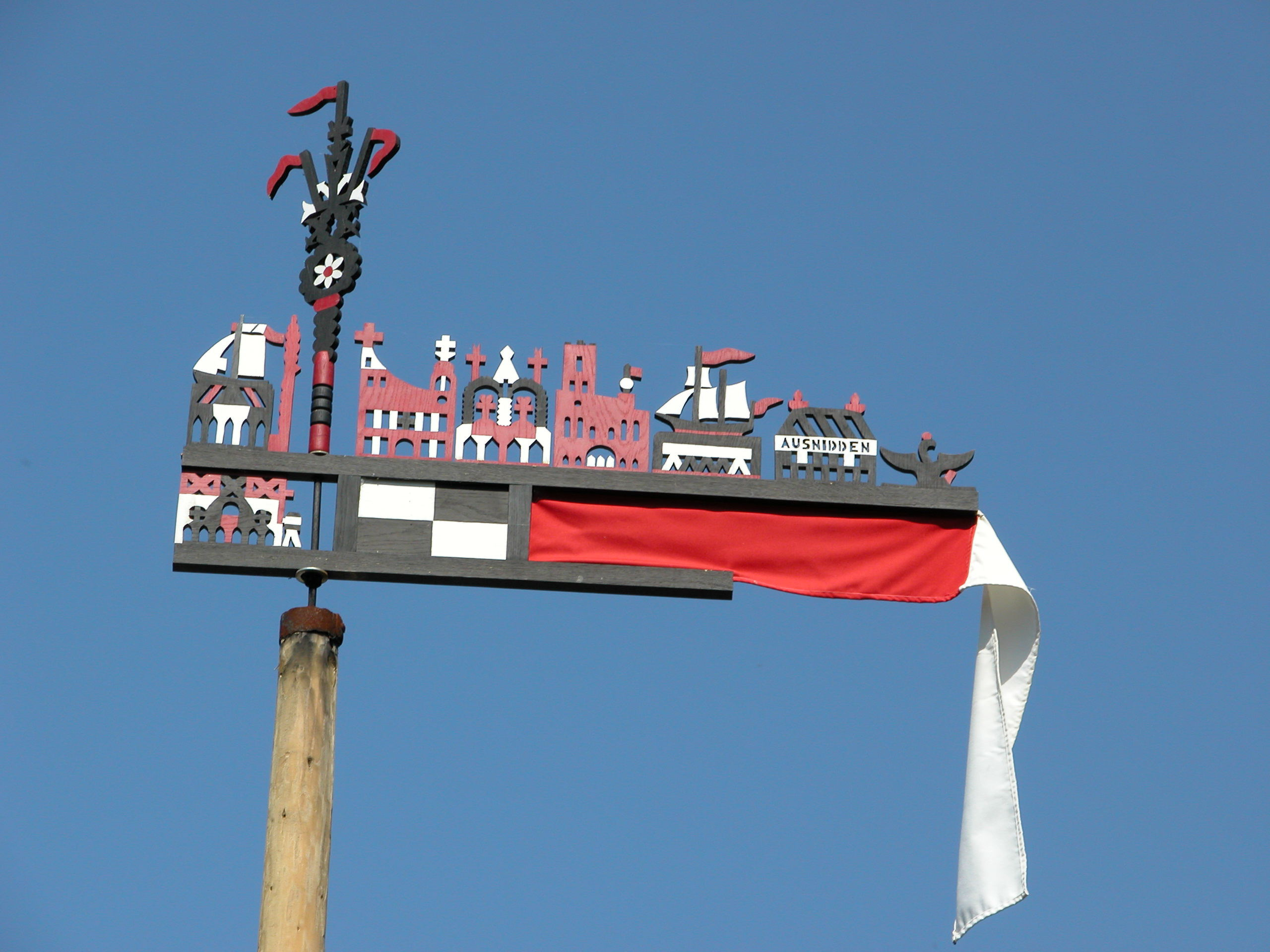
Kurenwimpel aus Nidden (2004)

Typisch für die Kurenkähne wurden seit der zweiten Hälfte des 19. Jahrhunderts die Kurenwimpel. Sie dienten nur nebenbei zur Feststellung der Windrichtung, sondern als Erkennungszeichen des Herkunftsortes und des Fischers. Als letztere wurden sie zunehmend farbig und durch Schnitzereien (Adler, Anker, Elch, Herz, Radkreuz, Schiff) ausgeschmückt und „erzählen“ in Bildern ganze Geschichten über die Familie des Eigentümers.
Als Geburtsstunde der Kurenwimpel gilt das Jahr 1844. Die Kontrolle der zahlreichen Fischerboote auf dem Haff und die Einhaltung der den Fischerorten zugewiesenen Fischereirechte erwies sich als kaum noch möglich. Die Fischereiverwaltung erließ daraufhin eine Verordnung, nach der alle Boote (nicht nur die Fischerboote) ein weithin sichtbares Erkennungszeichen zu führen hatten. Der Wimpel am Mast musste mindestens zwei Fuß lang und einen Fuß breit sein. Jeder Ort am Haff erhielt eine bestimmte Flagge und jede Region eine bestimmte Farbe zugewiesen. Zudem konnte man an der Farbe des Wimpelschweifs den Verwendungszweck des Bootes erkennen.

## Ausstellung (Auswahl)
- Haffsegler vor den Küsten Ostpreußens. Ostpreußisches Landesmuseum, Lüneburg, 23. November 1996 – 9. Februar 1997